# Lecanora campestris
Espèce
Lecanora campestris est un lichen.